# Ренкін (Пенсільванія)
Ренкін (англ. Rankin) — місто (англ. borough) в США, в окрузі Аллегені штату Пенсільванія. Населення — 1896 осіб (2020).

## Географія
Ренкін розташований за координатами 40°24′36″ пн. ш. 79°52′45″ зх. д. / 40.41000° пн. ш. 79.87917° зх. д. (40.409877, -79.879279).  За даними Бюро перепису населення США в 2010 році місто мало площу 1,30 км², з яких 1,13 км² — суходіл та 0,17 км² — водойми.

## Демографія
Згідно з переписом 2010 року, у селищі мешкали 2122 особи в 910 домогосподарствах у складі 569 родин. Густота населення становила 1627 осіб/км².  Було 1046 помешкань (802/км²).
Расовий склад населення:
| - 77,4 % — чорних або афроамериканців - 18,0 % — білих - 0,3 % — корінних американців - 0,1 % — азіатів - 1,0 % — осіб інших рас |

До двох чи більше рас належало 3,1 %. Частка іспаномовних становила 1,0 % від усіх жителів.
За віковим діапазоном населення розподілялося таким чином: 32,7 % — особи молодші 18 років, 55,8 % — особи у віці 18—64 років, 11,5 % — особи у віці 65 років та старші. Медіана віку мешканця становила 30,9 року. На 100 осіб жіночої статі у селищі припадало 68,5 чоловіків;  на 100 жінок у віці від 18 років та старших — 58,8 чоловіків також старших 18 років.
Середній дохід на одне домашнє господарство  становив 33 108 доларів США (медіана — 21 429), а середній дохід на одну сім'ю — 37 498 доларів (медіана — 26 389). Медіана доходів становила 27 313 долари для чоловіків та 31 065 доларів для жінок. За межею бідності перебувало 42,9 % осіб, у тому числі 72,1 % дітей у віці до 18 років та 22,7 % осіб у віці 65 років та старших.
Цивільне працевлаштоване населення становило 797 осіб. Основні галузі зайнятості: освіта, охорона здоров'я та соціальна допомога — 28,9 %, мистецтво, розваги та відпочинок — 22,8 %, науковці, спеціалісти, менеджери — 10,5 %, роздрібна торгівля — 9,3 %.